# Cadenet
Cadenet település Franciaországban, Vaucluse megyében. Lakosainak száma 4327 fő (2022. január 1.). Cadenet La Roque-d'Anthéron, Saint-Estève-Janson, Ansouis, Lourmarin, Puyvert, Vaugines és Villelaure községekkel határos.

## Népesség
A település népességének változása:
| Lakosok száma | 4132 | 4154 | 4256 | 4190 | 4192 | 4201 | 4219 | 4292 | 4327 |
|               | 2013 | 2015 | 2016 | 2017 | 2018 | 2019 | 2020 | 2021 | 2022 |